# Laemolyta
Laemolyta és un gènere de peixos de la família dels anostòmids i de l'ordre dels caraciformes.

## Taxonomia
- Laemolyta fasciata (Pearson, 1924)[2]
- Laemolyta fernandezi (Myers, 1950)
- Laemolyta garmani (Borodin, 1931)
- Laemolyta macra (Géry, 1974)
- Laemolyta nitens (Garman, 1890)
- Laemolyta orinocensis (Steindachner, 1879)
- Laemolyta petiti (Géry, 1964)
- Laemolyta proxima (Garman, 1890)
- Laemolyta taeniata (Kner, 1858)
- Laemolyta varia (Garman, 1890)[3][4][5][6][7][8][9]